# BR-459

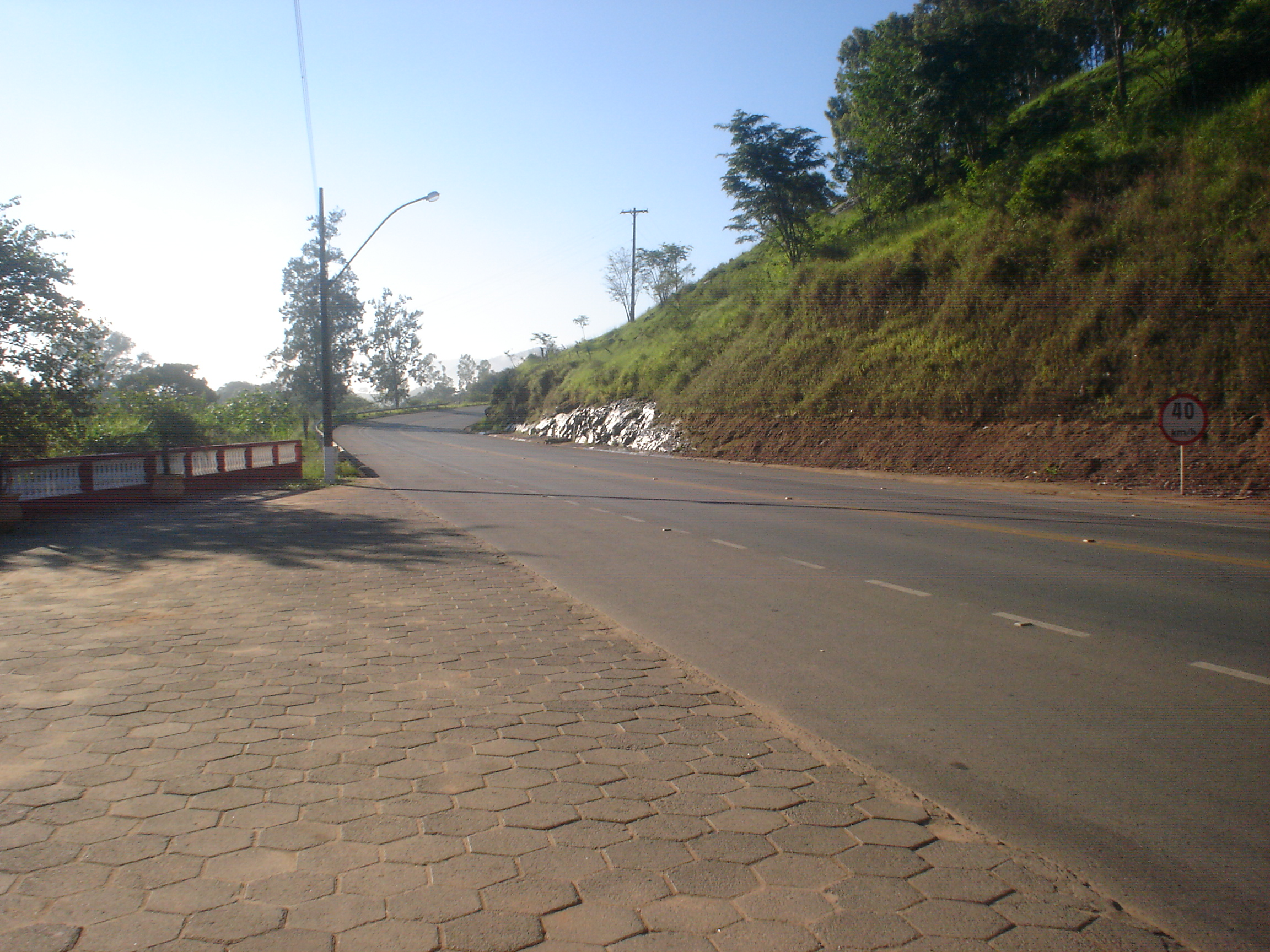
Trecho da rodovia BR-459 próximo ao entroncamento com a MG-295 em Piranguinho.

A BR-459 é uma rodovia de ligação brasileira que liga Poços de Caldas, em Minas Gerais, a Lorena, no estado de São Paulo. A partir de Lorena, a rodovia passa a coincidir com a BR-116 até Guaratinguetá onde passa a ser SP-171, que faz ligação até Cunha, a partir daí, em boa parte, segue o traçado da antiga Estrada Real e no Rio de Janeiro nomeia-se RJ-165, trecho que passa pelo Parque Nacional da Serra da Bocaina, até Paraty onde segue o mesmo trajeto que a BR-101 até a vila histórica de Mambucaba.

## Minas Gerais
No estado de Minas Gerais, a BR-459 tem 215,4 km de extensão e passa pelos municípios de Poços de Caldas, Caldas, Santa Rita de Caldas, Ipuiúna, Senador José Bento, Congonhal, Pouso Alegre, Santa Rita do Sapucaí, Cachoeira de Minas, Piranguinho, Itajubá, Wenceslau Braz e Delfim Moreira, localizados na Mesorregião do Sul e Sudoeste de Minas. O km 0 do trecho mineiro está localizado em Poços de Caldas, enquanto que o km 215,4 localiza-se na divisa com o estado de São Paulo. Nesse estado a rodovia integra os circuitos turísticos Caminhos Gerais, Serras Verdes do Sul de Minas e Caminhos do Sul de Minas.

### Poços de Caldas
No município localiza-se o Km 0 da rodovia e neste trevo há uma base da Polícia Rodoviária Federal que tem sua atuação na rodovia, mesmo que estadualizada, até o trevo com a MG-179.

### Ipuiuna
A BR-459 conta com uma base operacional da  EPR Sul de Minas no Km 57 e passa dentro do trecho urbano da cidade, parte está em que não há respeito a faixa de domínio da rodovia e não acostamento em parte dela. Por conta disso é previsto um contorno da cidade no contrato de concessão da rodovia, que deverá ficar pronto até 2031.

### Senador José Bento
A rodovia conta com o acesso à AMG-1550, principal via de acesso à cidade e um pedágio da EPR Sul de Minas próximo ao limite com Congonhal.

### Pouso Alegre
A estrada possui pista duplicada do trevo com a MG-179 até o entroncamento com a Rodovia Fernão Dias no perímetro urbano da cidade. A partir daí ela segue em pista simples até Santa Rita do Sapucaí.

### Cachoeira de Minas
Embora passe apenas por um pequeno trecho da zona rural de Cachoeira de Minas, próximo à foz do ribeirão Vargem Grande na margem esquerda do rio Sapucaí, a BR-459 é uma das principais rodovias do município, cujos principais produtos agrícolas são o café, o milho e a mandioca.

### Piranguinho
No município de Piranguinho, a BR-459 tem 24 km de extensão e desempenha papel importante no escoamento da produção agropecuária do município, em que se destaca a indústria de laticínios e o cultivo de café, milho e arroz. Ao longo da rodovia, próximo à sede do município, localizam-se diversas barracas que comercializam o pé-de-moleque, doce tradicional feito com rapadura e amendoim. Também há o acesso à MG-347, importante ligação com as cidades da região do Circuito das Águas, e acesso à MG-295 na sede do município.

### Itajubá
A rodovia em Itajubá 16 km de extensão, sendo uma das maiores cidades com acesso pela rodovia. A BR-459 tem um grande papel sobre a cidade, com uma alta demanda de carros por dia(aproximadamente 3000 veículos por dia). A rodovia também é extremamente importante no transporte de cargas que saem e entram na cidade, com a rodovia dando acesso à zona industrial da cidade. Com uma alta demanda de veículos circulando pela rodovia nos perímetros urbanos da cidade, a rodovia tem um asfalto bem desgastado, com congestionamentos e bastante trânsito. A rodovia possuí intercessões com a BR-383 e a MGC-383

## São Paulo
No estado de São Paulo, a BR-459 tem 32,2 km de extensão e corta os municípios de Piquete e  Lorena, localizados na Mesorregião do Vale do Paraíba Paulista. O km 0 do trecho paulista está localizado na divisa com Minas Gerais e o km 32,2 no entroncamento com a BR-116.

### Piquete
No município de Piquete, a rodovia tem 21 km de extensão, com traçado bastante sinuoso por estar nas encostas da Serra da Mantiqueira. Os 9 km iniciais atravessam um trecho bem preservado da Mata Atlântica.

### Lorena
No município de Lorena, a rodovia tem 11 km de extensão, dos quais a maior parte se localiza na planície que acompanha o rio Paraíba do Sul. Por essa razão o traçado nessa região é pouco sinuoso e tem longas retas. Ao longo de seu trajeto localizam-se grandes empresas, como a Avibras e Orica, além da Escola de Engenharia da Universidade de São Paulo. Próximo ao entroncamento com a Rodovia Presidente Dutra, a BR-459 apresenta movimento intenso de veículos por atravessar uma região urbana.

## Extensão
A extensão planejada para a BR-459 passa pelos estados de São Paulo e Rio de Janeiro. Em São Paulo, o traçado dessa extensão inclui um trecho que coincide com a BR-116 nos municípios de Lorena e Guaratinguetá e toda a rodovia SP-171, passando por Cunha. Já no estado do Rio de Janeiro, a extensão coincide com a RJ-165, em Paraty, e com um trecho da BR-101 até Angra dos Reis, incorporando assim, aproximadamente 212 quilômetros entre os municípios de Lorena e Angra dos Reis.